# Eckhard Gorka

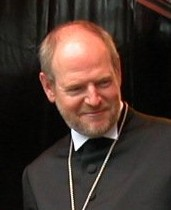
Eckhard Gorka

Eckhard Gorka (* 24. Mai 1955 in Braunschweig) ist ein deutscher lutherischer Theologe und ehemaliger Regionalbischof des Sprengels Hildesheim-Göttingen der Evangelisch-lutherischen Landeskirche Hannovers sowie Abt des Klosters Amelungsborn.

## Werdegang
Eckhard Gorka machte das Abitur in Hannover und studierte evangelische Theologie und Zeitungswissenschaft an den Universitäten Göttingen und München. 1981 wurde er Vikar in der Ev.-luth. Matthias-Kirchengemeinde in Jork im Alten Land und war danach dort Gemeindepfarrer.
1988 übernahm Gorka in Hannover die Leitung der Informations- und Pressestelle der Evangelisch-lutherischen Landeskirche Hannovers, bevor er 1993 Pastor an der Johanniskirche in Soltau und Superintendent des Kirchenkreises Soltau wurde.
Im Jahre 2000 erhielt Eckhard Gorka die Ernennung zum Landessuperintendenten für den damaligen Sprengel Hildesheim der Evangelisch-lutherischen Landeskirche Hannovers. Am 28. September 2002 übernahm er außerdem das Amt des Abtes des Zisterzienserklosters Amelungsborn. Er ist der 58. Abt in der Geschichte des Klosters. Nach der Zusammenlegung des Sprengels Hildesheim und des Sprengels Göttingen wurde er am 1. Juli 2007 Landessuperintendent in dem neugebildeten Sprengel Hildesheim-Göttingen mit Sitz in Hildesheim. Seit dem Inkrafttreten der neuen Kirchenverfassung führte er die neue Amtsbezeichnung Regionalbischof. Seine Nachfolge als Regionalbischöfin trat im Juli 2021 Adelheid Ruck-Schröder an.
Gorkas erste Ehefrau Annette starb 2008; das Paar hatte drei Kinder. 2010 heiratete Gorka die Pastorin Marianne Engwicht. Marianne Gorka wurde 2024 Regionalbischöfin im Sprengel Lüneburg.

## Sonstige Funktionen
- 2001–2021 Geborenes Mitglied im Bischofsrat der Evangelisch-lutherischen Landeskirche Hannovers
- Vorsitzender des Landesarbeitskreises Handwerk und Kirche
- seit 2007 Mitglied im Rundfunkrat des Norddeutschen Rundfunks (NDR) in Hamburg als Vertreter der Konföderation evangelischer Kirchen in Niedersachsen, seit 2013 Mitglied des NDR-Verwaltungsrats[3]
- 2011–2019 Mitglied im Kirchensenat der Evangelisch-lutherischen Landeskirche Hannovers